# Магдалинівка (Запорізький район)
Магдали́нівка — село в Україні, у Комишуваській селищній громаді Запорізького району Запорізької області. Кількість населення становить 220 осіб.

## Географія
Село Магдалинівка розташоване за 2 км від села Новобойківське та за 3,5 км від села Новояковлівка. По селу протікає пересихаючий струмок з загатою.

## Історія
12 червня 2020 року, відповідно до Розпорядження Кабінету Міністрів України від № 713-р «Про визначення адміністративних центрів та затвердження територій територіальних громад Запорізької області», увійшло до складу Комишуваської селищної громади.
19 липня 2020 року, в результаті адміністративно-територіальної реформи та ліквідації Оріхівського району, селище увійшло до складу Запорізького району.

## Російське вторгнення в Україну (2022)
З 3 квітня 2022 року мирні жителі села Магдалинівка Комишуваської громади перебувають під постійним обстрілом рашистських окупантів. Окупанти використовують реактивні системи залпового вогню та інші засоби артилерійського ураження. Внаслідок щоденного обстрілу пошкоджені житлові будинки та автотранспорт місцевих жителів.
Рашистські окупаційні війська знову здійснили обстріли села Магдалинівка, що тривали близько чотирьох годин, з 23:20 9 квітня до 03:00 10 квітня 2022 року.
22 грудня 2022 року об 11 годині російські війська завдали чергового удару по селу. Значних пошкоджень зазнав один із приватних будинків. В ньому обвалилася стіна, за якою ховалися двоє дітей.